# Hypolytrum lancifolium
Hypolytrum lancifolium är en halvgräsart som beskrevs av Charles Baron Clarke. Hypolytrum lancifolium ingår i släktet Hypolytrum och familjen halvgräs. Inga underarter finns listade i Catalogue of Life.